# Alfons Flinik

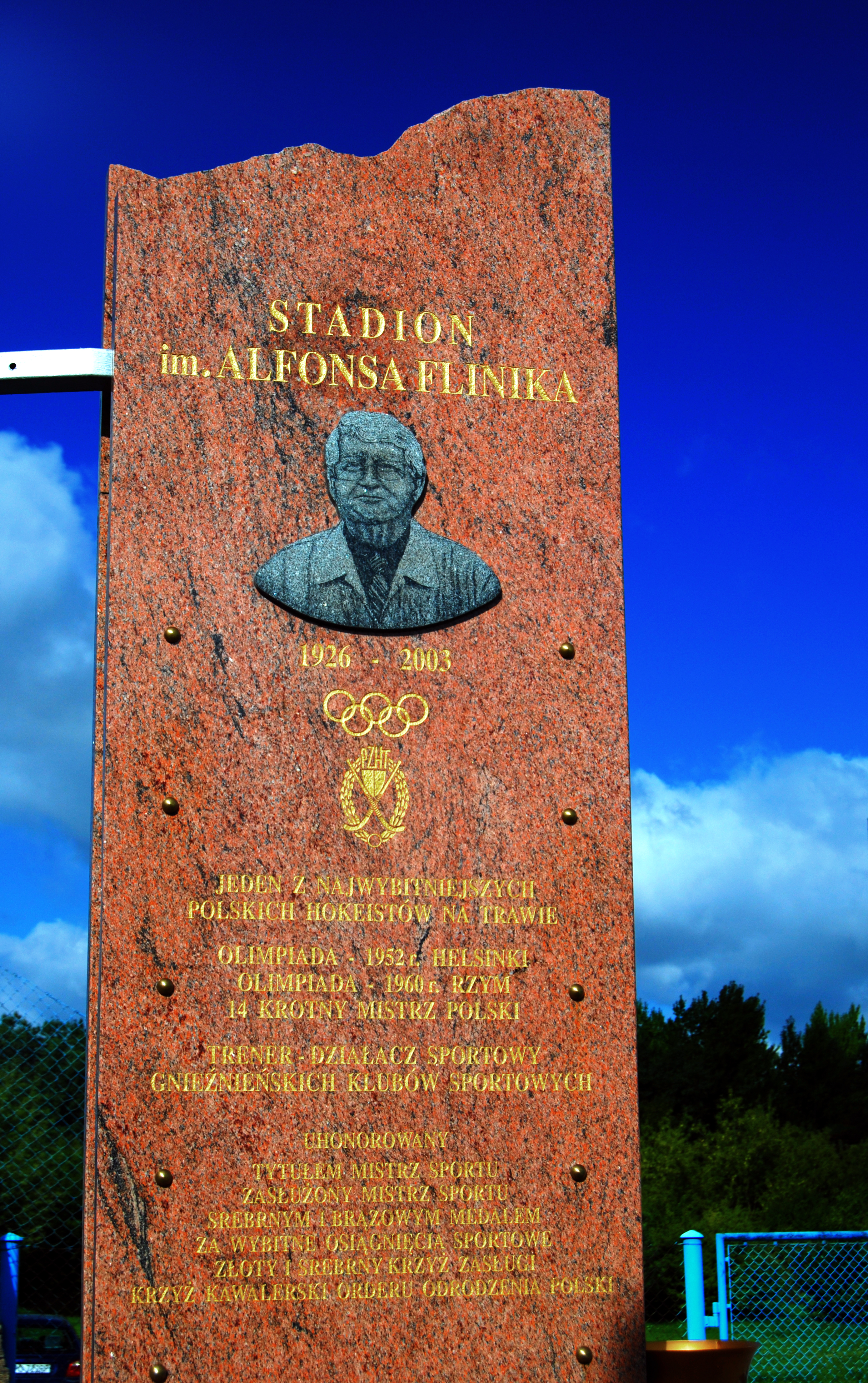
Płyta upamiętniająca Alfonsa Flinika, przy wejściu na stadion jego imienia w Gnieźnie

Alfons Flinik (ur. 16 listopada 1926 w Gnieźnie, zm. 9 lutego 2003 tamże) – polski hokeista na trawie, olimpijczyk, trener, działacz sportowy.

## Życiorys
Syn Władysława i Agnieszki z Borowskich, ukończył w Gnieźnie szkołę zawodową (uzyskując zawód technika mechanika) oraz liceum ogólnokształcące. Karierę klubową związał ze Stellą Gniezno (występującą również pod nazwami Spójnia i Sparta), z którą zdobył czternaście tytułów mistrza Polski (1947, 1948, 1949, 1950, 1951, 1952, 1953, 1956, 1957, 1958, 1959, 1961, 1962, 1964). Grał na lewym skrzydle, względnie w ataku.
W latach 1949–1960 wystąpił w 43 oficjalnych spotkaniach międzypaństwowych reprezentacji narodowej, strzelając w nich 6 bramek. W kadrze seniorskiej zadebiutował 4 września 1949 w Pradze, w meczu z Czechosłowacją. W 1952 r. zagrał we wszystkich meczach turnieju olimpijskiego w Helsinkach (6. miejsce). Drugi start olimpijski – w Rzymie w 1960 r. (12. miejsce) – był zarazem jego pożegnaniem z zespołem narodowym. Również w tym turnieju wystąpił we wszystkich spotkaniach. 2 sierpnia 1952 wziął udział w meczu Europa-Indie w Amsterdamie.
Po zakończeniu kariery zawodniczej pracował jako trener. Był również działaczem sportowym, zarówno w swojej dyscyplinie, jak i środowisku olimpijczyków. Zorganizował i kierował Gnieźnieńskim Klubem Olimpijczyka, był wiceprezesem Sparty Gniezno.
Pochowany na Cmentarzu św. Krzyża w Gnieźnie.
Hokeistami (i olimpijczykami) byli również jego dwaj młodsi bracia Henryk i Jan. Żonaty (żona Urszula z domu Hetman), dwie córki (Anna i Jolanta). Hokej uprawiała także jego wnuczka Marta Kiełpińska.

## Odznaczenia i upamiętnienie
Jako pierwszy hokeista został uhonorowany tytułem „Mistrz sportu” (1952), potem otrzymał także tytuł „Zasłużony mistrz sportu”, srebrny i brązowy Medal „Za Wybitne Osiągnięcia Sportowe”, Złoty i Srebrny Krzyż Zasługi, Krzyż Kawalerski Orderu Odrodzenia Polski.
17 czerwca 2003 uchwałą Rady Miasta Gniezna stadionowi hokejowemu w Gnieźnie nadano imię Alfonsa Flinika.